# Georg Friedrich von Boumann
Georg Friedrich von Boumann (* 27. November 1737 in Potsdam; † nach 1812) war ein deutscher Architekt und Baumeister, der zunächst als Artillerie-Oberst in der preußischen Armee diente.

## Leben
Er wurde als drittes Kind des aus Amsterdam stammenden Berliner Architekten Johann Boumann (ursprünglich Jan Bouman) und dessen Frau Anna Johanna van Lohuijsen geboren. Zunächst war er Artillerieoberst (Chef des 3. Berliner Artillerie-Regiments), später Baumeister und Architekt. Als Nachfolger seines Vaters war er kurzzeitig Oberbaudirektor, bis sein Bruder Michael Philipp Boumann diese Aufgabe übernahm, weil Georg Friedrich von Boumann außerhalb Berlins tätig war. Spätestens 1801 wurde er geadelt.
Der Philologe und Schriftsteller Ludwig von Boumann (1801–1871) war sein Sohn.

## Bauten
- 1773 Skulptur aus Sandstein für die Kaserne des 4. Artillerieregimentes am Kupfergraben in Berlin-Mitte (heute als Spolie in der Roten Kaserne Potsdam verbaut)
- 1774–1777: Bauleitung beim Bau der Königlichen Bibliothek in Berlin (nach Plänen von Georg Christian Unger)
- 1777 / 1780: südliche und nördliche der Königskolonnaden (nach Plänen von Carl von Gontard)
- 1783–1784: Bauleitung bei der Aufstockung der Orangerie des Schlosses und dem Einbau eines Theaters in Schwedt/Oder
- 1785–1786: Eckpavillons am Schloss Rheinsberg
- 1787–1788: Einbau des Parketts und der Ränge im Königlichen Hofopernhaus in Berlin (nach Plänen von Carl Gotthard Langhans)
- 1789–1790: Bauleitung beim neugotischen Turmaufsatz der Marienkirche (Berlin-Mitte) (nach Plänen von Carl Gotthard Langhans)
- 1790: Obelisk zur Erinnerung an Prinz August Wilhelm und die Helden der Schlesischen Kriege im Rheinsberger Schlosspark (eingeweiht am 14. Juli 1791)

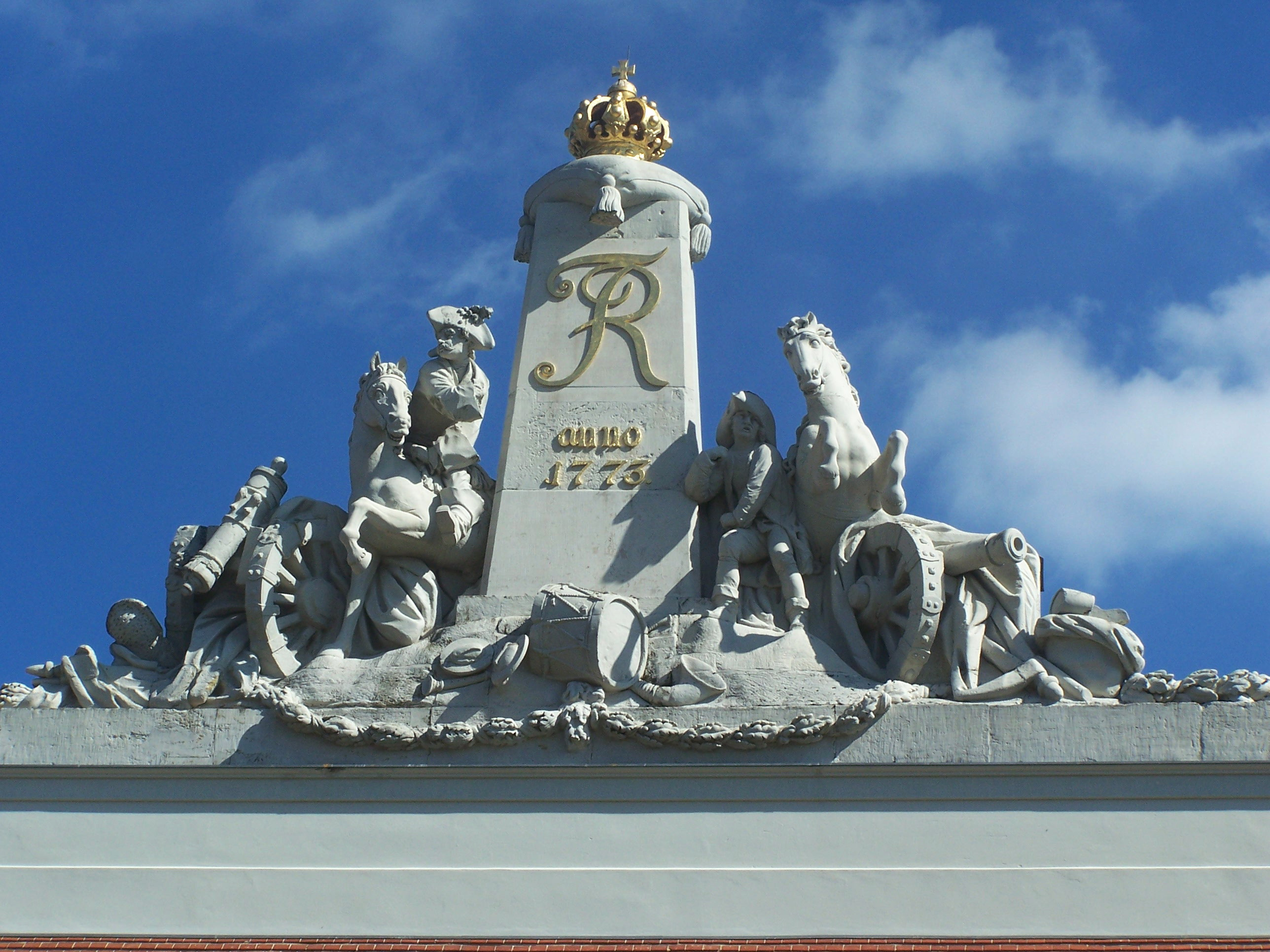
Skulptur für die Kaserne des 4. Artillerieregimentes

| Personendaten    | Personendaten                                            |
| ---------------- | -------------------------------------------------------- |
| NAME             | Boumann, Georg Friedrich von                             |
| KURZBESCHREIBUNG | deutscher Architekt und Baumeister, preußischer Offizier |
| GEBURTSDATUM     | 27. November 1737                                        |
| GEBURTSORT       | Potsdam                                                  |
| STERBEDATUM      | nach 1812                                                |